# Marc Bergevin
Marc Bergevin (* 11. August 1965 in Montréal, Québec) ist ein ehemaliger kanadischer Eishockeyspieler und heutiger -funktionär. In seiner Spielerkarriere absolvierte er als Verteidiger knapp 1200 Spiele in der National Hockey League und stand dabei für acht verschiedene Mannschaften auf dem Eis. Anschließend war er von 2012 bis 2021 als General Manager bei den Canadiens de Montréal tätig.

## Karriere

### Als Spieler
Bergevin wuchs im Montréaler Stadtviertel Pointe-Saint-Charles auf und spielte während seiner Jugendzeit auf für Vereine seiner Heimatstadt. Zur Saison 1982/83 wechselte der Verteidiger zu den Saguenéens de Chicoutimi in die höchste Juniorenliga Québecs, die LHJMQ, bevor er im NHL Entry Draft 1983 der National Hockey League in der dritten Runde von den Chicago Black Hawks ausgewählt wurde. Für diese absolvierte er im Spieljahr 1984/85 seine Rookiesaison und stand dabei in 60 Spielen auf dem Eis.
Nach fünf Spielzeiten in Chicago traten die Blackhawks Bergevin an die New York Islanders ab, wo er sich in seiner ersten Saison mit einer persönlichen NHL-Bestmarke von 13 Assists als guter Vorlagengeber zeigte. In der folgenden Saison konnte er allerdings nicht an diese Leistungen anknüpfen und wurde nach 18 Spielen an das Farmteam der Islanders, die Springfield Indians in der American Hockey League abgegeben. Mit diesen konnte er 1989/90 auf Anhieb den Calder Cup, den Titel in der AHL, gewinnen. 1990/91 wechselte Bergevin dann zu den Hartford Whalers, konnte sich dort aber zunächst nicht durchsetzen. Stattdessen spielte er erneut bei den Indians, die als Farmteam der Islanders ebenfalls zu den Whalers gewechselt waren. Mit dem AHL-Team gewann er zum zweiten Mal den Calder Cup, bevor er sich in der nächsten Saison auch wieder in der NHL etablieren konnte. Dabei erzielte er in der Saison 1991/92 insgesamt 24 Punkte, was den bisher besten Wert in seiner NHL-Karriere darstellte. Trotzdem wurde der Verteidiger 1992 zu den Tampa Bay Lightning transferiert und dort in den folgenden Saisons in fast allen Spielen eingesetzt. Zur Weltmeisterschaft 1994 wurde er als Verteidiger in den Kader der kanadischen Nationalmannschaft berufen und gewann mit dem Team durch einen 2:1-Finalsieg nach Penaltyschießen den Weltmeistertitel.
1995 wechselte Bergevin zu den Detroit Red Wings in die Western Conference, mit denen er nach dem Gewinn der Presidents’ Trophy in den Playoffs um den Stanley Cup allerdings in der vorletzten Runde ausschied. In der regulären Saison zeigte er mit einer Plus/Minus-Bilanz von +7 seine bisher beste in der NHL. Zur nächsten Saison trat ihn Detroit allerdings wieder ab und er wechselte zu den St. Louis Blues. In dieser Saison stand er bei allen Spielen seiner Mannschaft auf dem Eis. Allerdings schieden die Blues in der ersten Runde der Playoffs gegen die Detroit Red Wings aus, die sich später auch den Stanley Cup sichern konnten. Im nächsten Jahr scheiterte seine Mannschaft erneut an den Red Wings, diesmal in der zweiten Runde der Playoffs. In der Saison 1999/2000 erreichte er mit einer Plus/Minus-Bilanz von +27 den achtbesten Wert der Liga und gewann mit den Blues seine zweite Presidents’ Trophy. In den Playoffs schieden sie aber bereits in der ersten Runde aus.
Nach vier Jahren in St. Louis transferierten die Blues Bergevin im Jahr 2000 nach Pittsburgh, wo er sich den Pittsburgh Penguins anschloss. Nach einer Saison, in der er 36 Spiele absolvierte, wechselte er allerdings wieder zurück nach St. Louis. Im Laufe der Saison 2001/02 wurde er allerdings nur in 30 Spielen eingesetzt und schließlich an das Farmteam der Blues, die Worcester IceCats in der AHL, abgegeben. Somit wechselte er 2002 erneut zu den Penguins, die ihn aber noch im selben Jahr an die Tampa Bay Lightning abgaben. Dort absolvierte er nur ein einziges Spiel, bevor er 2003 ein drittes Mal nach Pittsburgh kam. Nach 52 Spielen für die Penguins in der Saison 2003/04 wurde er im Laufe der Saison an die Vancouver Canucks transferiert, wo er nach dem Ausscheiden des Teams in der ersten Runde der Playoffs seine Spielerkarriere beendete.

### Als Funktionär
Nach dem Lockout in der Saison 2004/05 und deren Ausfall wurde Marc Bergevin ab der Saison 2005/06 bei seinem ehemaligen Verein Chicago Blackhawks als Funktionär beschäftigt. Dort war er zunächst als Talentsichter tätig, bevor er in der Saison 2008/09 als Co-Trainer von Joel Quenneville agierte. Von 2009 bis 2011 wurde er im Verein als Personaldirektor eingesetzt und wechselte schließlich zur Saison 2011/12 auf den Posten des Assistenz-General-Manager bei den Blackhawks.
Nach sieben Saisons in Chicago wurde Bergevin am 2. Mai 2012 als neuer General Manager der Canadiens de Montréal vorgestellt, nachdem während der Saison Pierre Gauthier von diesem Posten entlassen worden war. In Personalunion übernahm er zudem die Funktion des Executive Vice President of Hockey Operations. Unter seiner Führung erreichten die Canadiens einigermaßen regelmäßig die Playoffs, wobei sie in der Saison 2020/21 gar das Stanley-Cup-Finale erreichten, dort allerdings den Tampa Bay Lightning mit 1:4 unterlagen. Nach einem sehr schwachen Start in die Spielzeit 2021/22 wurde Bergevin schließlich im November 2021 von all seinen Ämtern enthoben. Als Nachfolger für die Position des Executive Vice President of Hockey Operations wurde Jeff Gorton engagiert, der in weiterer Folge Kent Hughes als neuen General Manager installierte.

## Erfolge und Auszeichnungen

### Als Spieler
- 1990 Calder-Cup-Gewinn mit den Springfield Indians
- 1991 Calder-Cup-Gewinn mit den Springfield Indians
- 1994 Goldmedaille bei der Weltmeisterschaft

### Als Funktionär
- 2010 Stanley-Cup-Gewinn mit den Chicago Blackhawks

## Karrierestatistik

### International
Vertrat Kanada bei:
- Weltmeisterschaft 1994

(Legende zur Spielerstatistik: Sp oder GP = absolvierte Spiele; T oder G = erzielte Tore; V oder A = erzielte Assists; Pkt oder Pts = erzielte Scorerpunkte; SM oder PIM = erhaltene Strafminuten; +/− = Plus/Minus-Bilanz; PP = erzielte Überzahltore; SH = erzielte Unterzahltore; GW = erzielte Siegtore; 1 Play-downs/Relegation; Kursiv: Statistik nicht vollständig)